# Kristin Scott Thomas
Kristin Ann Scott Thomas (Redruth, Cornualles; 24 de mayo de 1960) es una actriz británica naturalizada francesa.

## Biografía
Criada en Dorset, Scott Thomas dejó su país natal con tan solo 19 años, después de que una de sus profesoras de interpretación le dijera que era una actriz nefasta sin ningún futuro en el mundo del teatro, lo que la empujó a irse a vivir a Francia, trabajar de niñera y tratar de conseguir trabajo como actriz; Scott Thomas reside desde entonces en Francia. 

### Inicios accidentados
Hizo su debut en el mundo de la televisión con la exitosa miniserie La hija de Mistral, protagonizada por Stacy Keach y Lee Remick. Poco después, sus trabajos como modelo en varias revistas captaron la atención del cantante Prince, que la convirtió en su musa particular y le ofreció el papel protagonista de su primer film como director, Under the Cherry Moon, donde interpretaba a una joven rica y mimada que era seducida por la excentricidad del famoso cantante. La película fue un total fiasco tanto crítico como comercial y obtuvo ocho nominaciones a los Premios Razzie o anti-Óscar, incluyendo una doble nominación para Scott Thomas como peor actriz secundaria y peor nueva estrella (finalmente la película ganaría cinco de estos galardones, incluyendo peor película y director).

### Progresivo ascenso
Scott Thomas consiguió recuperarse rápidamente de tan desastroso debut refugiándose en varias producciones televisivas francesas, hasta que consiguió un papel en Agent Trouble, thriller protagonizado por Catherine Deneuve, que le abrió las puertas a protagonizar sus primeros papeles serios. En 1988 se convirtió en la fría, ambiciosa y adúltera Brenda Last, capaz de llevar a su marido (James Wilby) al destierro más absoluto en la inmortal obra de Evelyn Waugh, Un puñado de polvo, y codeándose con actores de la talla de Judi Dench, Alec Guinness o Anjelica Huston. Ese mismo año también protagonizó un duelo actoral junto a Anthony Hopkins en la producción televisiva de El décimo hombre, donde ella interpretaba al vengativo personaje surgido de la pluma de Graham Greene. 
Desde 1989 hasta 1992 Scott Thomas protagonizó un buen puñado de producciones que no tuvieron la repercusión esperada, siendo solo recordada actualmente por la película televisiva La vida secreta de Ian Fleming (1990), muy criticada biografía del famoso creador de James Bond.

### Éxitos con Polanski y Hugh Grant
Las cosas volvieron a tomar un nuevo rumbo en 1992 cuando Roman Polanski le ofreció un jugoso papel en Lunas de hiel, interpretando a la insatisfecha esposa de Nigel (Hugh Grant) y protagonizando un sensual baile con Emmanuelle Seigner que hizo que por primera vez muchos se fijasen en ella. 
En 1993 protagonizó la aclamada miniserie Body & soul, interpretando a la hermana Anna, una monja que debe elegir entre la fe y los sentimientos que empieza a tener por un hombre; y ya en 1994 consiguió afianzarse por fin en el mundo cinematográfico con Cuatro bodas y un funeral, enorme éxito de taquilla donde volvería a reunirse con Hugh Grant, en una interpretación repleta de ironía y del mejor humor inglés, que le valdría el BAFTA a la mejor actriz secundaria.

### El paciente inglés
Durante 1995 interpretó varios papeles secundarios de calidad en Ricardo III, Secreto de confesión, Misión imposible y Ángeles e insectos, y en 1996 consiguió imponerse a Demi Moore (a la que Miramax quería a toda costa) y hacerse con el papel protagonista de El paciente inglés después de que Anthony Minghella luchara por mantenerla en la película. Katharine Clifton es todo un homenaje a las actrices del Hollywood clásico, un reto superado con matrícula de honor donde funde la frialdad de Greta Garbo, la sensualidad de Marlene Dietrich y los huesos de Carole Lombard para crear a una de las heroínas románticas más famosas de nuestro tiempo. La película obtuvo nueve premios Óscar.

### Proyectos con Robert Redford y Harrison Ford
Tras ser nominada para todos los premios importantes de la temporada de 1996, incluyendo el Premio Óscar (que no ganó), Scott Thomas se sumó a los repartos de El hombre que susurraba a los caballos, dirigida y protagonizada por Robert Redford, y Caprichos del destino de Sydney Pollack, con Harrison Ford, ambos dramas románticos con desigual fortuna en la taquilla. 
En el año 2000 Scott Thomas volvería a reunirse con Anthony Minghella en el homenaje a Samuel Becket, Play, un cortometraje protagonizado también por Alan Rickman y Juliet Stevenson. Ese mismo año se reuniría con Sean Penn en El misterio de la villa, film policíaco bastante tedioso, que pasó sin pena ni gloria. En 2001 formaría parte del elenco de la comedia de suspense Gosford Park, dirigida por Robert Altman, donde volvería a interpretar a una mujer adinerada, elegante y fría como el hielo, que ya se puede considerar su marca de fábrica como actriz.

### Altibajos

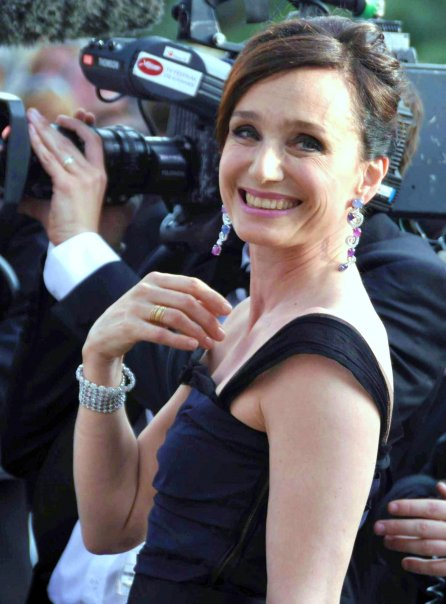
Kristin Scott Thomas en el Festival de Cine de Cannes de 2009.

Tras los fracasos de sus últimos filmes, Scott Thomas estaría dos o tres años retirada del cine para volver con fuerza interpretando a la pérfida Condesa de Cagliostro en Arsène Lupin, fallido intento de recuperar las aventuras del famoso ladrón, film rescatable solo por la soberbia interpretación de la actriz que recrea con sabiduría a una de las "femmes fatales" más determinantes de los últimos años. A este film le seguirían el film ecológico Man to man, y el drama de personajes Alta sociedad, donde volvería a reunirse con Ralph Fiennes y donde volvería a dar muestras de su gran talento como actriz, a pesar de las dispares críticas hacía los metrajes. 
Completamente entregada al cine francés, en 2006 estrena el excelente thriller de Guillaume Canet, Ne le dis à personne, basada en la famosa novela No se lo digas a nadie, de Harlan Coben, donde tiene espacio para lucirse interpretando a la amante de Marina Hands. 2007 sería el año de su regreso a Hollywood con la fallida La brújula dorada, para poner voz a Stelmaria, el daimonion de Daniel Craig, y para interpretar a Lady Elizabeth Boleyn, madre de las dos protagonistas (Natalie Portman y Scarlett Johansson) en Las hermanas Bolena, por la que recibió muy buenas críticas. 
En 2008 estrenaría en nuestras pantallas Hace mucho que te quiero, interpretando a una mujer que se reúne con su hermana después de haber pasado 15 años entre rejas por asesinato; el film ha cosechado excelentes críticas en todo el mundo.

### Últimos trabajos
En 2009 estrenó la comedia Una familia con clase junto a Jessica Biel, la adaptación al cine de la novela gráfica Largo Winch y en postproducción la biografía sobre la infancia de John Lennon Nowhere Boy. En 2012 rodó Bel Ami con Robert Pattinson. En 2011 encabezó el cartel de la obra de teatro de Harold Pinter Betrayal, en representación en el West End londinense. En 2017 participa en The Darkest Hour al lado de Gary Oldman. Con este último también también integra el elenco del seriado Slow Horses, estrenado en 2022 en el servicio de streaming Apple TV+.

## Vida privada
Estuvo casada desde 1987 hasta 2005 con el médico francés François Olivennes, con quien tiene tres hijos: Hannah (1988), Joseph (1991) y George (2000).
Tanto su padre como su padrastro eran pilotos y ambos murieron en accidentes aéreos. Es la hermana mayor de la actriz Serena Scott Thomas.
Elegida por la revista People (1997) como una de las cincuenta personas más bellas del mundo. Elegida por la revista Empire como una de las cien estrellas de cine más sexys de la historia del cine.

## Distinciones honoríficas
- Dama comandante de la orden del Imperio Británico (Reino Unido, 2015)
- Chevalier de la Legión de Honor (Francia, 2005).

## Filmografía
- Under The Cherry Moon (1986) .... Mary Sharon
- Agent trouble (1987) .... Julie
- La méridienne (1988) .... Marie
- Un puñado de polvo (1988) .... Brenda Last
- Fuerza mayor (1989) .... Katia
- Bille en tête (1989) .... Clara
- Le bal du gouverneur (1990) .... Marie Forestier
- Aux yeux du monde (1991) .... La institutriz
- Lunas de hiel (1992) .... Fiona
- Un été inoubliable (1994) .... Marie-Thérèse Von Debretsy
- Cuatro bodas y un funeral (1994) .... Fiona
- Ángeles e insectos (1995) .... Matty Crompton
- Secreto de confesión (1995) .... Asistente de Hitchcock
- Les milles (1995) .... Mary-Jane Cooper
- Ricardo III (1995) .... Lady Anne
- El paciente inglés (1996)  .... Katharine Clifton
- The pompatus of love (1996) .... Caroline
- Misión imposible (1996) .... Sarah Davies
- Amour et confusions (1997)  .... Sarah
- El juego de la venganza (1998)  .... Imogen Staxton-Billing
- The Horse Whisperer (1998) .... Annie MacLean
- Souvenir (1998)  .... Ann
- Random Hearts  (1999)  .... Kay Chandler
- El misterio de la villa (2000) .... Mary Panton
- Gosford Park (2001) .... Sylvia McCordle
- Life as a House (2001) .... Robin Kimball
- Petites coupures (2003) .... Béatrice
- Arsène Lupin (2004) .... Joséphine
- Secretos de familia (2005) .... Gloria Goodfellow
- Alta sociedad (2005) .... Iona Aylesbury
- Man to man (2005) .... Elena Van Den Ende
- Ne le dis à personne (2006) .... Hélène Perkins
- El juego de los idiotas (2006) .... Christine Levasseur
- La brújula dorada (2007) .... Stelmaria (solo voz)
- The Walker (2007) .... Lynn Lockner
- En mai, fais ce qu'il te plaît (1995) .... Martine
- Largo Winch (2008) .... Ann Ferguson
- Easy Virtue (2008) .... Mrs. Whittaker
- Seuls two (2008) .... L'antiquaire
- Las hermanas Bolena (2008) .... Lady Elizabeth Howard
- Hace mucho que te quiero (2008) .... Juliette Fontaine
- Nowhere Boy (2009) .... Mimi Smith
- Partir (2009) .... Suzanne
- Confesiones de una compradora compulsiva (2009) .... Alette Naylor
- Crime D'Amour (2010) .... Christine
- Elle s'appelait Sarah (2010) .... Julia Jarmond
- Mio caro dottor Gräsler (1991) .... Sabine
- En la casa (2012) .... Jeanne Germain
- La pesca de salmón en Yemen (2012) .... Patricia Maxwell
- Bel Ami (2012) .... Virginie
- Only God Forgives (2013) .... Crystal
- Avant l´Hiver (2013) .... Lucie
- Suite francesa (2014)....Madame Angellier
- The old lady (2014) .... Chloé Girard
- The Party (2017) .... Janet
- Darkest Hour (2017) .... Clementine Churchill
- Tomb Raider (2018) .... Ana Miller
- La Clase de Piano (2019) .... La Contessa
- Rebecca (2020) .... Sra. Danvers

## Televisión
- Absolutely fabulous (1992) Episodio: Book Clubbin' (2003) .... Plum Berkeley
- Los viajes de Gulliver (1996) .... Immortal Gatekeeper
- Belle Époque (1995) .... Alice Avellano
- Body & soul (1993) .... Anna
- Look at this way (1992) .... Victoria Rolfe
- Weep no more, my lady (1991) .... Elisabeth
- Titmuss regained (1991) .... Jenny Sidonia
- La vida secreta de Ian Fleming (1990) .... Leda St Gabriel
- The endless game (1990) .... Caroline
- Framed (1990) .... Kate
- El décimo hombre (1988) .... Therese Mangeot
- La tricheuse (1987) .... Nathalie
- Sentimental journey (1987)
- Les enquêtes du commissaire Maigret (1984) Episodio: L'ami d'enfance de Maigret (1984) .... Mary Sharon
- La hija de Mistral (1984) .... Nancy

## Cortometrajes
- Play (2000) ... Primera mujer
- Plaisir d'offrir (1995)
- Valentino! I love you (1991)
- Charly (1985)

## Premios y distinciones
Premios Óscar
| Año  | Categoría    | Película           | Resultado |
| ---- | ------------ | ------------------ | --------- |
| 1997 | Mejor Actriz | El paciente inglés | Candidata |

Premios Globo de Oro
| Año  | Categoría            | Película                 | Resultado |
| ---- | -------------------- | ------------------------ | --------- |
| 1996 | Mejor Actriz - Drama | El paciente inglés       | Candidata |
| 2009 | Mejor Actriz - Drama | Hace mucho que te quiero | Candidata |

Premios BAFTA
| Año  | Categoría               | Película                  | Resultado |
| ---- | ----------------------- | ------------------------- | --------- |
| 1994 | Mejor Actriz de Reparto | Cuatro bodas y un funeral | Ganadora  |
| 1996 | Mejor Actriz            | El paciente inglés        | Candidata |
| 2008 | Mejor Actriz            | Hace mucho que te quiero  | Candidata |
| 2009 | Mejor Actriz de Reparto | Nowhere Boy               | Candidata |
| 2018 | Mejor Actriz de Reparto | The Darkest Hour          | Candidata |

Premios del Sindicato de Actores
| Año  | Categoría     | Película           | Resultado |
| ---- | ------------- | ------------------ | --------- |
| 1996 | Mejor Actriz  | El paciente inglés | Candidata |
| 1996 | Mejor Reparto | El paciente inglés | Candidata |
| 2001 | Mejor reparto | Gosford Park       | Ganadora  |

National Board of Review
| Año  | Categoría               | Película           | Resultado |
| ---- | ----------------------- | ------------------ | --------- |
| 1996 | Mejor Actriz de Reparto | El paciente inglés | Ganadora  |

Premios Satellite
| Año  | Categoría            | Película                 | Resultado |
| ---- | -------------------- | ------------------------ | --------- |
| 1996 | Mejor Actriz - Drama | El paciente inglés       | Candidata |
| 2001 | Mejor Reparto        | Gosford Park             | Ganadora  |
| 2008 | Mejor Actriz - Drama | Hace mucho que te quiero | Candidata |

Premios Sant Jordi
| Año  | Categoría                           | Película                       | Resultado |
| ---- | ----------------------------------- | ------------------------------ | --------- |
| 2008 | Mejor actriz en película extranjera | Il y a longtemps que je t'aime | Ganadora  |

Premios Golden Raspberry
| Año  | Categoría              | Película              | Resultado |
| ---- | ---------------------- | --------------------- | --------- |
| 1986 | Peor nueva estrella    | Under the cherry moon | Candidata |
| 1986 | Peor Actriz de Reparto | Under the cherry moon | Candidata |